# Peter Diekmann
Peter Diekmann (1943. október 19.) német rali-navigátor.

## Pályafutása
1973 és 1996 között összesen hatvanhét világbajnoki versenyen navigált.
Kenneth Eriksson navigátoraként egy futamgyőzelmet szerzett a világbajnokságon; kettősük 1987-ben megnyerte az elefántcsontparti versenyt. Sikerük a Volkswagen autógyár első világbajnoki győzelme volt.
Pályafutása alatt olyan neves versenyzőkkel dolgozott együtt, mint Franz Wittmann, Rudi Stohl, Manfred Stohl és Sepp Haider.

### Rali-világbajnoki győzelem
| #  | Dátum                  | Rali                  | Versenyző        | Autó                    | Összefoglaló |
| -- | ---------------------- | --------------------- | ---------------- | ----------------------- | ------------ |
| 1. | 1987. szeptember 22-26 | Elefántcsontpart-rali | Kenneth Eriksson | Volkswagen Golf GTI 16V | Összefoglaló |